# Swiss Squash
Swiss Squash (Schweizerischer Squash Verband) est la fédération sportive nationale de squash en Suisse. Elle est membre de Swiss Olympic et est affiliée à Fédération mondiale de squash (W.S.F) ainsi qu’à l’European Squash Federation (E.S.F).

## Rôles
La fédération a été fondée en 1973 et vise à promouvoir la pratique du squash en Suisse en tant qu'association professionnelle. La fédération organise des championnats nationaux tels que les championnats interclubs et ou des tournois tels que les championnats nationaux individuels.
Lors de la saison 2017/18, 41 clubs étaient membres de la fédération, enregistrant un total de 2 194 membres. En outre, 29 installations de squash sont des membres indépendants de la fédération.